# Katastrofa lotu Merpati Nusantara Airlines 9760
Katastrofa lotu Merpati Nusantara Airlines 9760 miała miejsce 2 sierpnia 2009 roku w prowincji Papua w Indonezji. De Havilland Canada DHC-6 Twin Otter odbywał planowy lot pomiędzy lotniskami w miejscowościach Jayapura i Oksibil. Do katastrofy doszło w rejonie Oksibil, wrak znaleziono dwa dni później. Na pokładzie znajdowało się 13 pasażerów i 2 członków załogi. Wszyscy zginęli.

## Samolot
De Havilland Canada DHC-6 Twin Otter (numer rejestracyjny: PK-NVC), napędzany był dwoma silnikami turbośmigłowymi Pratt & Whitney Canada PT6A-27. Został wyprodukowany w 1977 roku, w momencie katastrofy miał na swoim koncie 27 336 godzin i 45 minut lotu.

## Lot 9760
Samolot wystartował o 10:15 (czasu lokalnego) z lotniska Jayapura-Sentani z planowaną godziną lądowania na 11:05.
30-letnia maszyna nie była wyposażona w rejestrator danych lotu (FDR), jedynie rejestrator rozmów w kokpicie, z których wynikało, że lot przebiegał spokojnie i bezstresowo. Jako że był to lot z widocznością piloci byli zobowiązani utrzymywać maszynę w rejonie bezchmurnym. 10 minut przed katastrofą kapitan nakazał wznoszenie na 10 000 stóp, dodając, że jeżeli stracą widoczność skręcą w lewo. 8 minut później drugi pilot dostrzegł lekką mgłę i przekazał swoje obawy kapitanowi, który wydał polecenie zakrętu w lewo. 42 sekundy przed uderzeniem drugi pilot zapytał czy jest to bezpieczne, czy nic nie stoi na przeszkodzie. Obawy drugiego pilota rosły, mówił o prędkości i spadającej widoczności. O godzinie 10:28 urwał się kontakt z załogą. Samolot uderzył w zbocze góry na wysokości 9300 stóp.

## Przyczyny
Jak ustaliła NTSC (National Transportation Safety Committee – komisja badająca wypadki lotnicze w Indonezji) piloci nie dopełnili wszystkich procedur związanych z lotem z widocznością, podczas lotu poniżej bezpiecznej wysokości, co doprowadziło do kontrolowanego lotu ku ziemi.